# Russische Universität der Völkerfreundschaft

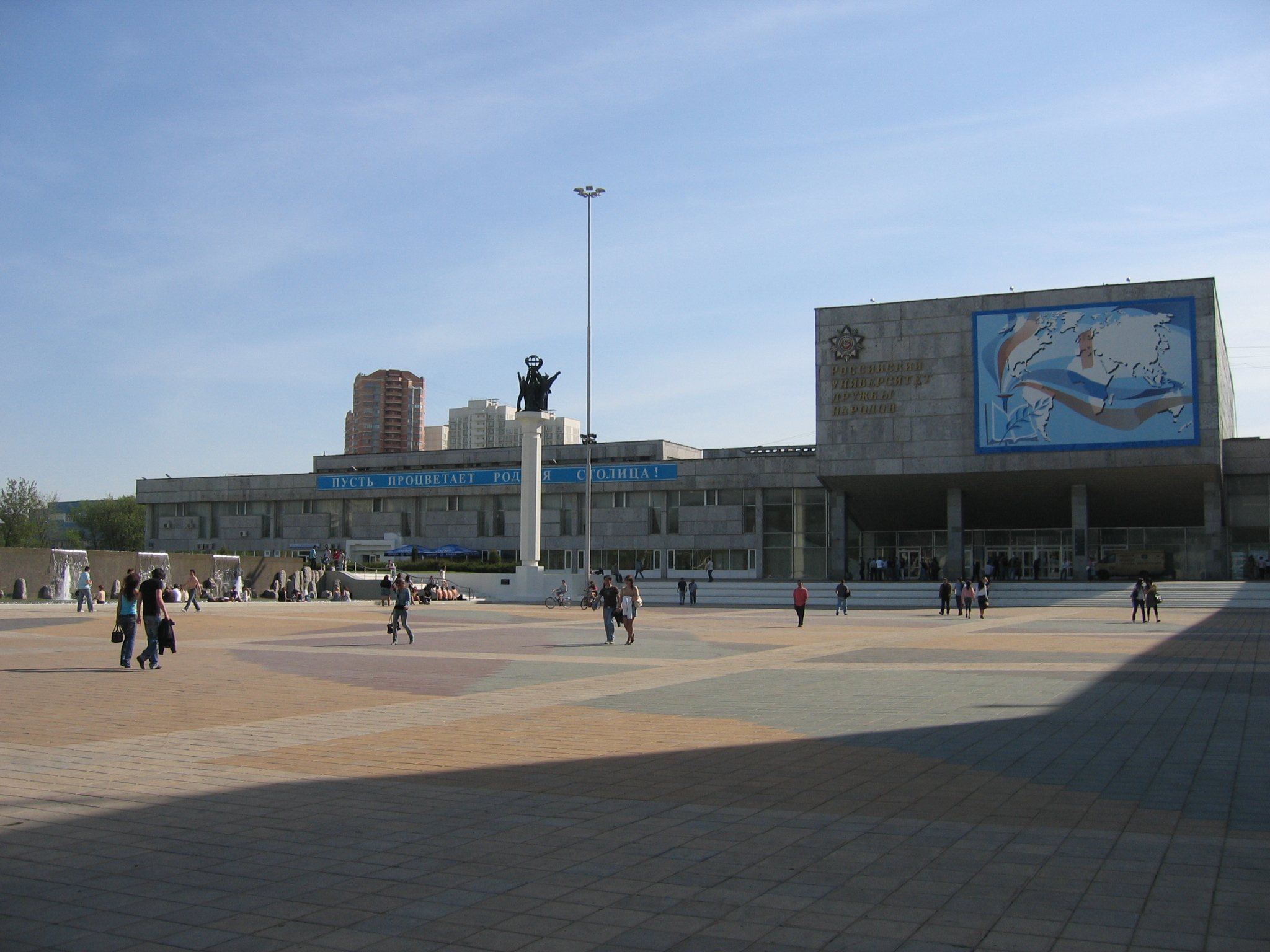
Das Hauptgebäude der Universität

Die Russische Universität der Völkerfreundschaft (russisch Российский университет дружбы народов, РУДН) ist eine Hochschule im Südwesten Moskaus.

## Die Universität in der Sowjetunion
Die Universität wurde 1960 als Universität der Völkerfreundschaft gegründet. Im Februar 1961 wurde ihr nach dem ermordeten ersten Ministerpräsidenten der Demokratischen Republik Kongo der Name Patrice Lumumba verliehen, den sie bis 1992 behielt. Bis zum Zerfall der Sowjetunion 1991 konnten Studierende vorwiegend aus Asien, Afrika und Lateinamerika sich um die mit Vollstipendien verbundenen Studienplätze bewerben. Im Eingangsjahrgang 1960 standen 600 Studienplätze an folgenden Fakultäten zur Verfügung:
- Maschinenbau, Bergbau, allgemeines Bauwesen
- Ackerbau und Zootechnik
- Praktische Medizin und Pharmazie
- Physik, Mathematik, Chemie und Biologie
- Geschichte und Philologie
- Volkswirtschaft, volkswirtschaftliche Planung und internationales Recht

Die Gründung der Universität 1960 steht im Kontext einer kulturdiplomatischen Kampagne der Sowjetunion, die Mitte der fünfziger Jahre begann. Im Prozess der Dekolonisation waren Dutzende neue Staaten entstanden. Deren antiwestliche Haltung suchte die UdSSR im Kalten Krieg auszunützen und zu festigen. Mit den ideologisch meist völlig abweichenden Regimes wurde ein sehr pragmatischer Umgang gepflegt; die Eliten der betreffenden Länder sollten durch ihre Ausbildung in Moskau zumindest zu einer wohlwollenden Neutralität bewegt werden. Einige Historiker sehen die wichtigste Funktion der Universität in ihrer Symbolik als Bande zwischen der Sowjetunion und der durch Dekolonisierung neu entstandenen „Dritten Welt“.
Im Unterschied zur Praxis gewöhnlicher sowjetischer Universitäten mussten Studenten der Lumumba-Universität keinen ideologischen Unterricht durchlaufen. Die sonst obligatorischen Kernfächer des Marxismus-Leninismus, die Geschichte der KPdSU sowie Politökonomie und Philosophie, fehlten offiziell im Lehrplan. Betont wurden Lehrinhalte, die im Interesse der Herkunftsländer standen. Die Studierenden sollten mit einem positiven Bild ihrer Gastgeberin in ihre Heimatländer zurückkehren.
Die Studierenden setzten sich aus etwa 13 Prozent Studentinnen und 87 Prozent Studenten zusammen. Der Anteil sowjetischer Studierender, die zur besseren Sozialisierung der Ausländer in Moskau an der Lumumba-Universität zugelassen wurden, schwankte zwischen etwa 10 und 30 Prozent, nahm im Lauf der Zeit aber stetig zu.
Die Rolle der Universität als wichtigster Anlaufpunkt für Besucher aus der "Dritten Welt" spiegelt sich in den internationalen Referenten wider, die zu Gast waren: der chilenische Dichter Pablo Neruda, der US-amerikanische Sänger und Schauspieler Paul Robeson, der indische Präsident Sarvepalli Radhakrishnan, die Premierministerin von Sri Lanka Sirimavo Bandaranaike, der kubanische Präsident Osvaldo Dorticós und viele mehr.

## Die Universität nach 1991
Im Jahr 1992 erhielt die Universität ihren jetzigen Namen, die Mehrzahl der Studenten kommt heute aus der Russischen Föderation. Am 24. November 2003 starben bei einem Großbrand in einem Wohnheim mindestens 42 Studenten aus der Volksrepublik China, Bangladesch, Vietnam und mehreren afrikanischen Ländern. Obwohl einige Indizien für eine rassistisch motivierte Brandstiftung sprechen, wurden keine polizeilichen Ermittlungen eingeleitet.

## Bekannte Studenten
in der Reihenfolge des Geburtsjahres
- Mahmud Abbas (* 1935), Präsident der Palästinensischen Autonomiebehörde
- Hifikepunye Pohamba (* 1935), namibischer Politiker und Präsident
- Daniel Ortega (* 1945), nicaraguanischer Präsident und Diktator
- Michel Djotodia (* 1949), de-facto-Präsident der Zentralafrikanischen Republik
- Ilich Ramírez Sánchez (* 1949), genannt „Carlos“, Terrorist
- Youssouf Saleh Abbas (* 1952), tschadischer Politiker und Ministerpräsident
- Juri Schwez (* 1952), ehemaliger Spion des KGB in den USA
- Irina Muzuowna Chakamada (* 1955), russische Politikerin und Moderatorin
- Rodrigo Londoño (* 1959), kolumbianischer Arzt und ehemaliger Anführer der Guerilla- und Drogenhandelsorganisation FARC
- Tamar Berutschaschwili (* 1961), georgische Politikerin und Außenministerin
- Bharrat Jagdeo (* 1964), guyanischer Staatspräsident
- Seibane Wague (1969–2003), mauretanischer Student
- Alexei Nawalny (1976–2024), russischer Jurist, Dokumentarfilmer, Politiker und Widersacher des Putin-Regimes

## Partneruniversitäten
- Egyptian Russian University[8]